# 윈강구
윈강구(한국어: 운강구, 중국어: 云冈区, 병음: Yúngǎng Qū)는 중화인민공화국 산시성 다퉁시의 행정구역이다. 넓이는 966km2이고, 인구는 2007년 기준으로 280,000명이다.

## 행정 구역
24개 가도，2개 진, 3개 향을 관할한다.
- 가도: 新胜街道, 新平旺街道, 煤峪口街道, 永定庄街道, 同家梁街道, 四老沟街道, 忻州窑街道, 白洞街道, 雁崖街道, 挖金湾街道, 晋华宫街道, 马脊梁街道, 大斗沟街道, 王村街道, 姜家湾街道, 新泉路街道, 民胜街道, 口泉街道, 马口街道, 燕子山街道, 杏儿沟街道, 青磁窑街道, 平泉路街道, 四台沟街道
- 진: 高山镇, 云冈镇
- 향: 口泉乡, 西韩岭乡, 平旺乡